# Jaç protector

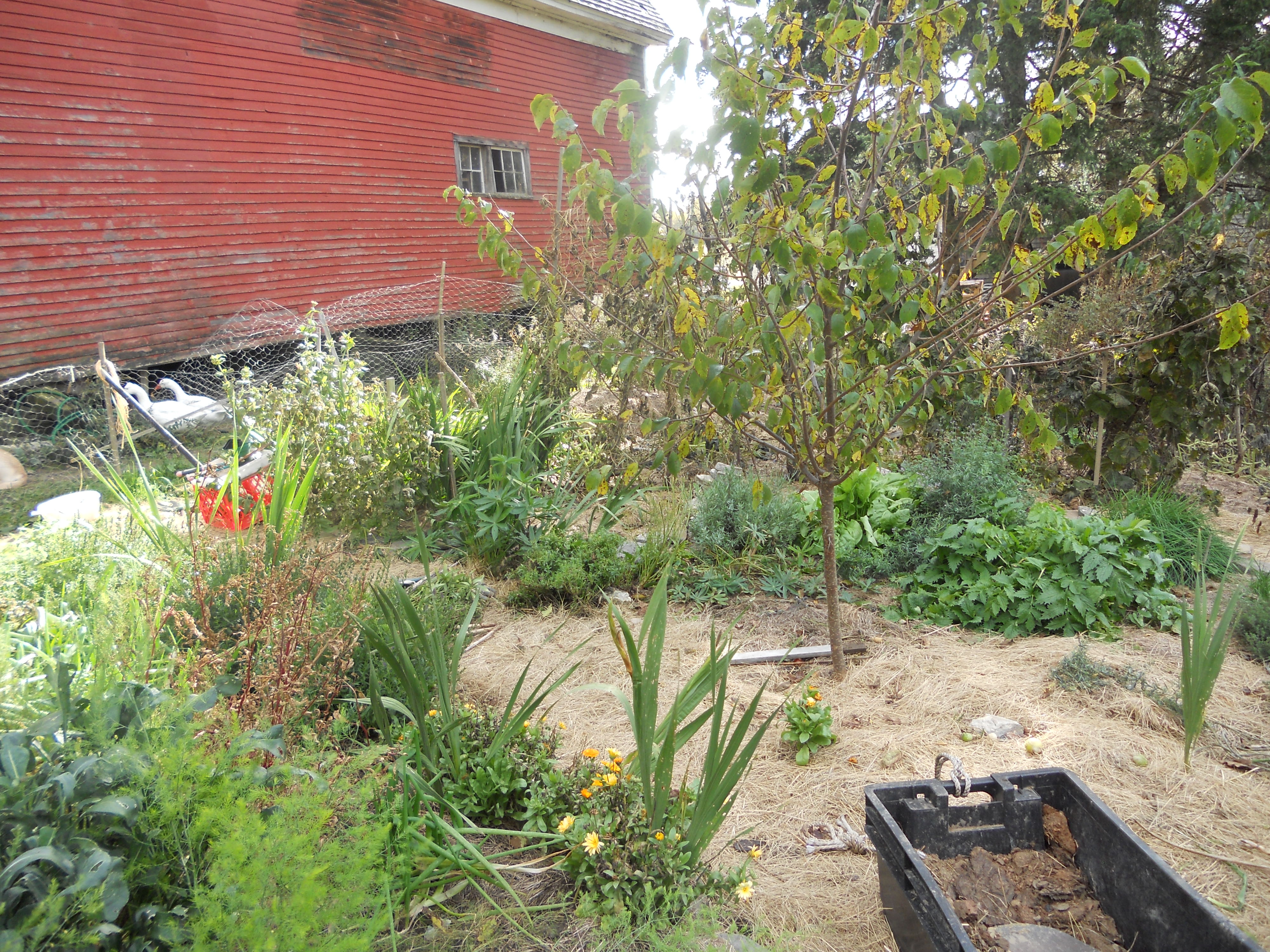
Jardí de permacultura amb un arbre fruiter, herbes, flors i hortalisses cobertes amb farroig.

El jaç protector, coberta del conreu, encoixinat o mulch és el terme utilitzat en jardineria i agricultura per a referir-se a la capa de material aplicada sobre la superfície del sòl, principalment per a modificar els efectes del clima local. Existeix una àmplia varietat de materials, tant naturals com sintètics, i els seus propòsits són els següents: 
- Conservar la humitat
- Millorar la fertilitat i la salut del sòl
- Reduir el creixement de males herbes
- Millorar l'atractivitat visual de la zona

Un jaç protector en general és creat amb matèria orgànica. Pot ser permanent (per exemple, estelles d'escorça) o temporal (per exemple, làmines de plàstic). Es pot aplicar al sòl nu, o al voltant de les plantes existents. Les cobertures de fem o compost s'incorporen de manera natural en el sòl per l'activitat dels cucs i altres organismes. El procés s'utilitza tant en la producció de cultius comercials com de jardineria, i quan s'aplica correctament pot millorar dràsticament la productivitat del sòl.

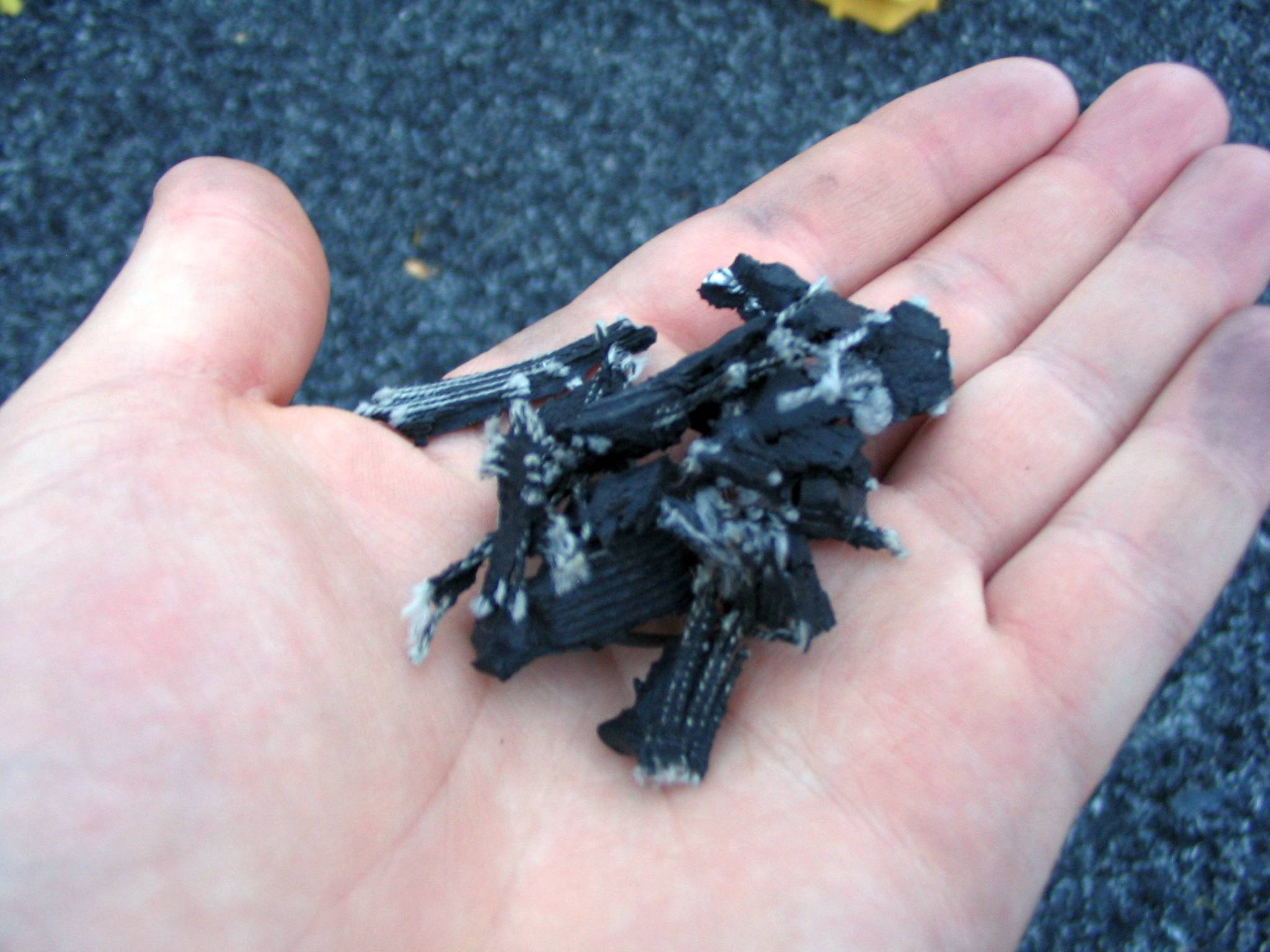
Jaç protector fet amb pneumàtics esbocinats

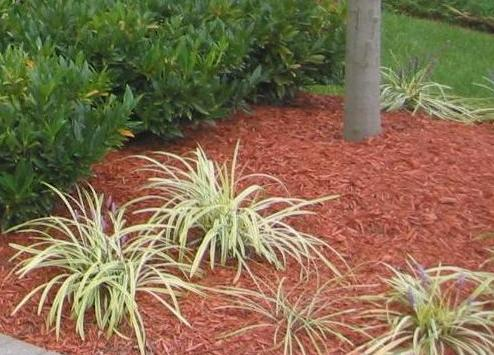
Estelles de fusta

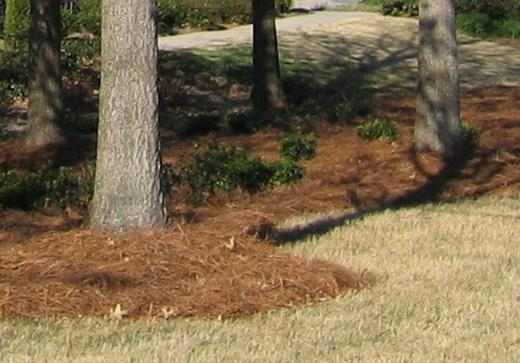
Agulles de pi utilitzades com a jaç protector

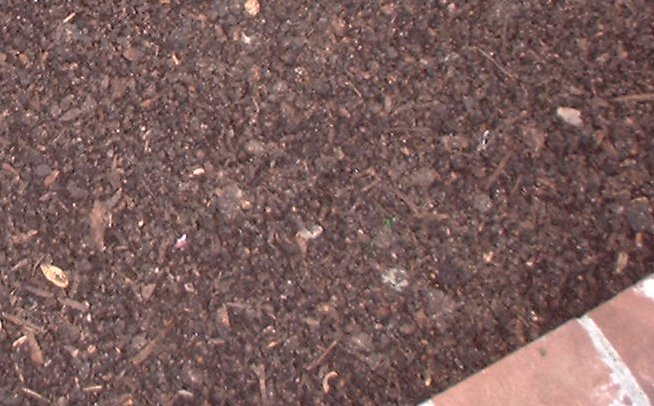
Jaç protector de compost

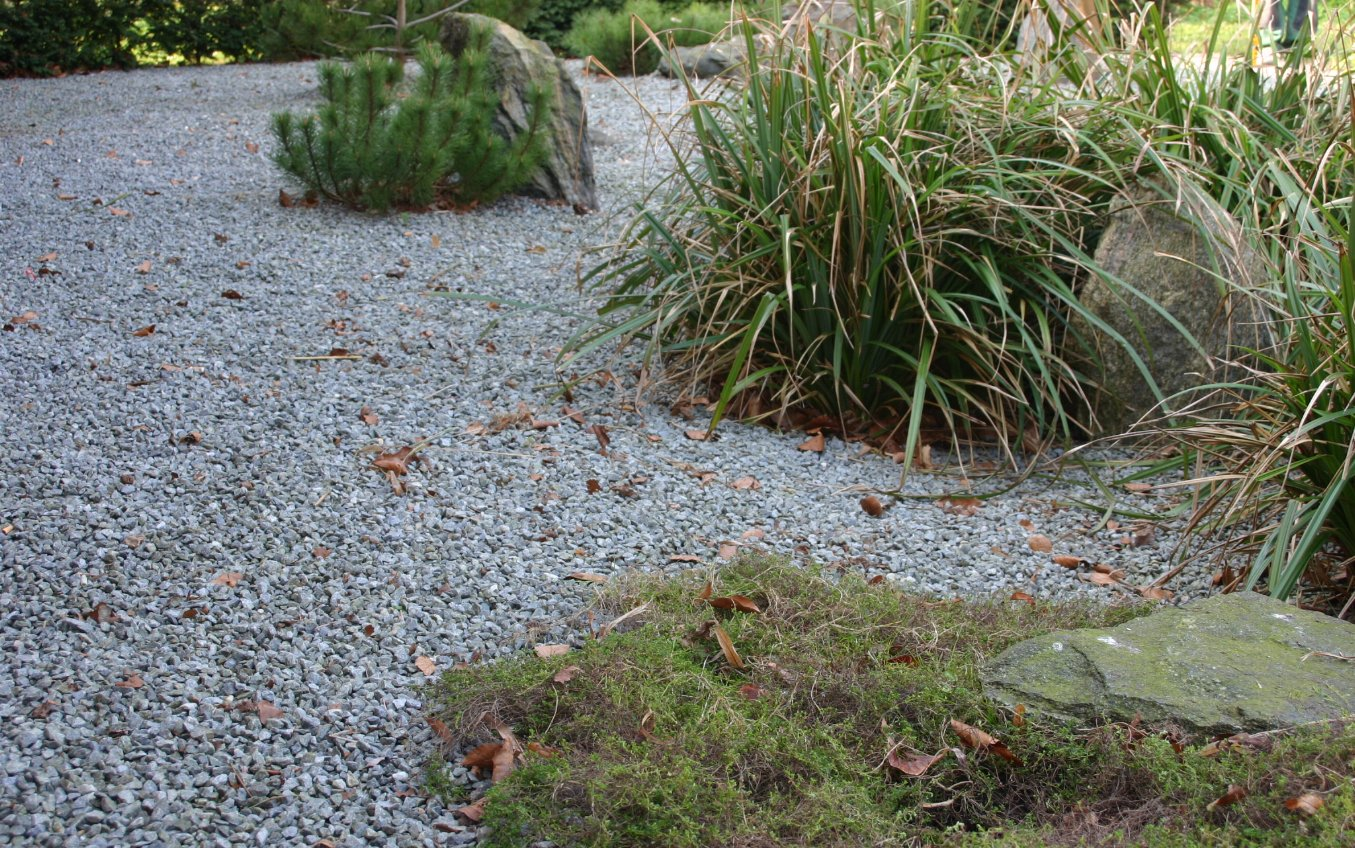
Jaç protector de roca triturada

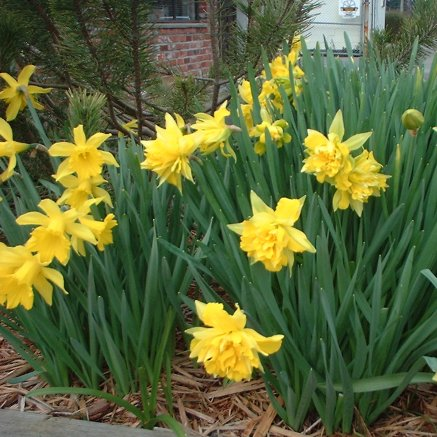
Narcissos que creixen amb estelles de fusta

Els materials utilitzats com a cobertura varien i depenen de diversos factors. El seu ús té en compte la disponibilitat, el cost, l'aparença, l'efecte que té sobre el sòl (fins i tot reaccions químiques i el pH), la durada, la combustibilitat, l'índex de descomposició i com de net sigui, si contenen llavors d'altres plantes o agents patògens, etc.
- Residus orgànics: restes de gespa, fulles, farroig, palla, deixalles de la cuina, escorça triturada, tota llavors d'escorça, aserrín, peles, estelles de fusta, tires de periòdic, cartó, llana, fem, etc. Molts d'aquests materials també actuen com un sistema directe de compostatge, com les retallades de cobertura vegetal d'una talladora de gespa, o altres compostos orgànics aplicats com a fulla de compostatge.
- Compost: ha de ser material totalment compostat per a evitar possibles problemes de fitotoxicitat, i les llavors de males herbes han d'haver estat eliminades, en cas contrari el jaç protector produirà una coberta de males herbes.
- Trossos de cautxú: cautxú de pneumàtics reciclatge.
- Jaç protector plàstic: conreus creixen a través d'escletxes o forats en làmines de plàstic fi. Aquest mètode és cada vegada més comú en cultiu de vegetals a gran escala. Existeixen milions d'hectàrees conreades sota coberta plàstica en el món (la disposició d'embuatat plàstic és citat com un problema ambiental).
- Roca i grava també es poden utilitzar com a jaç protector. En climes més freds, la calor retinguda per les roques durant el dia pot estendre la temporada de creixement de plantes com la carabassa.

## Jaç protector orgànic

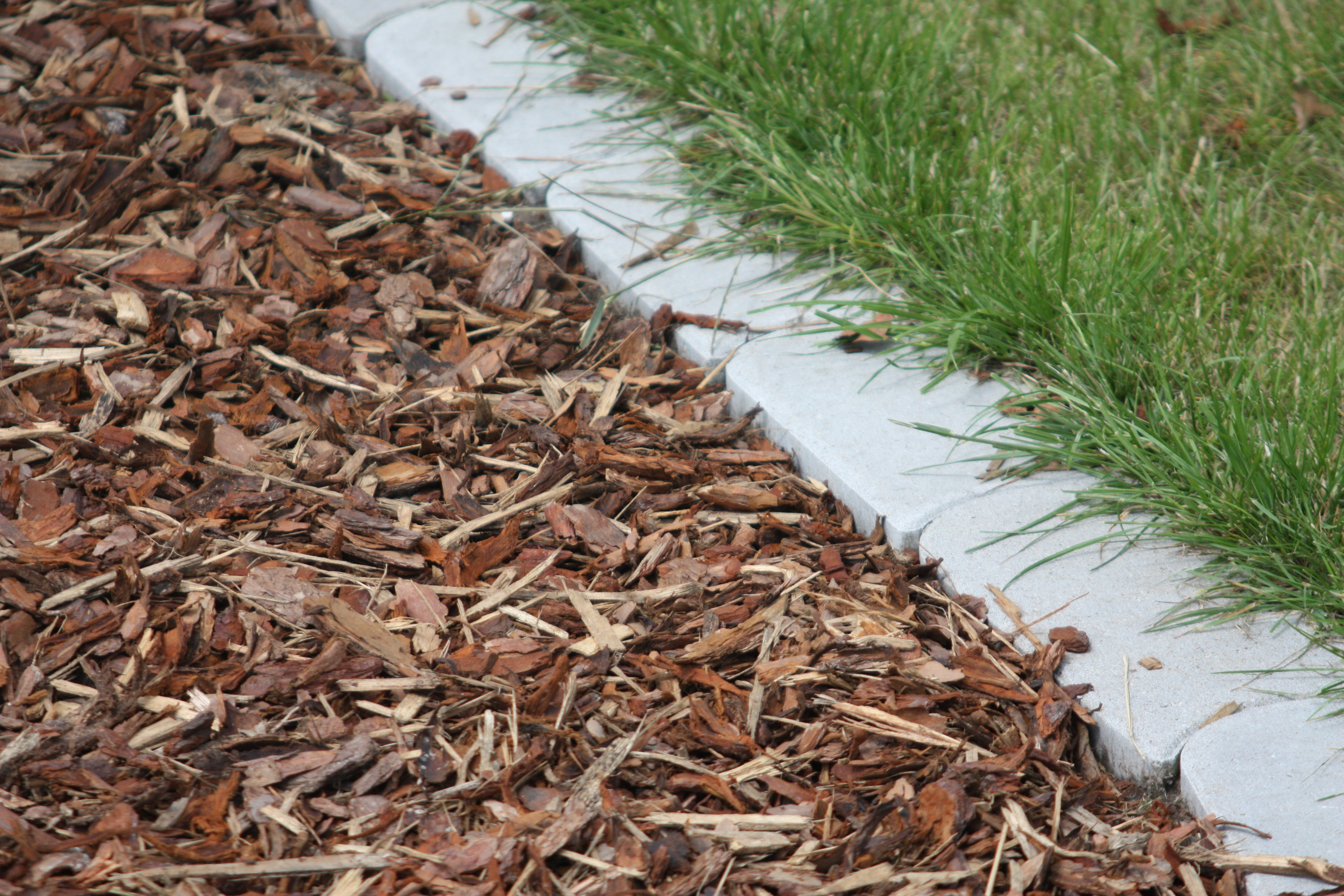
Flocs d'escorça

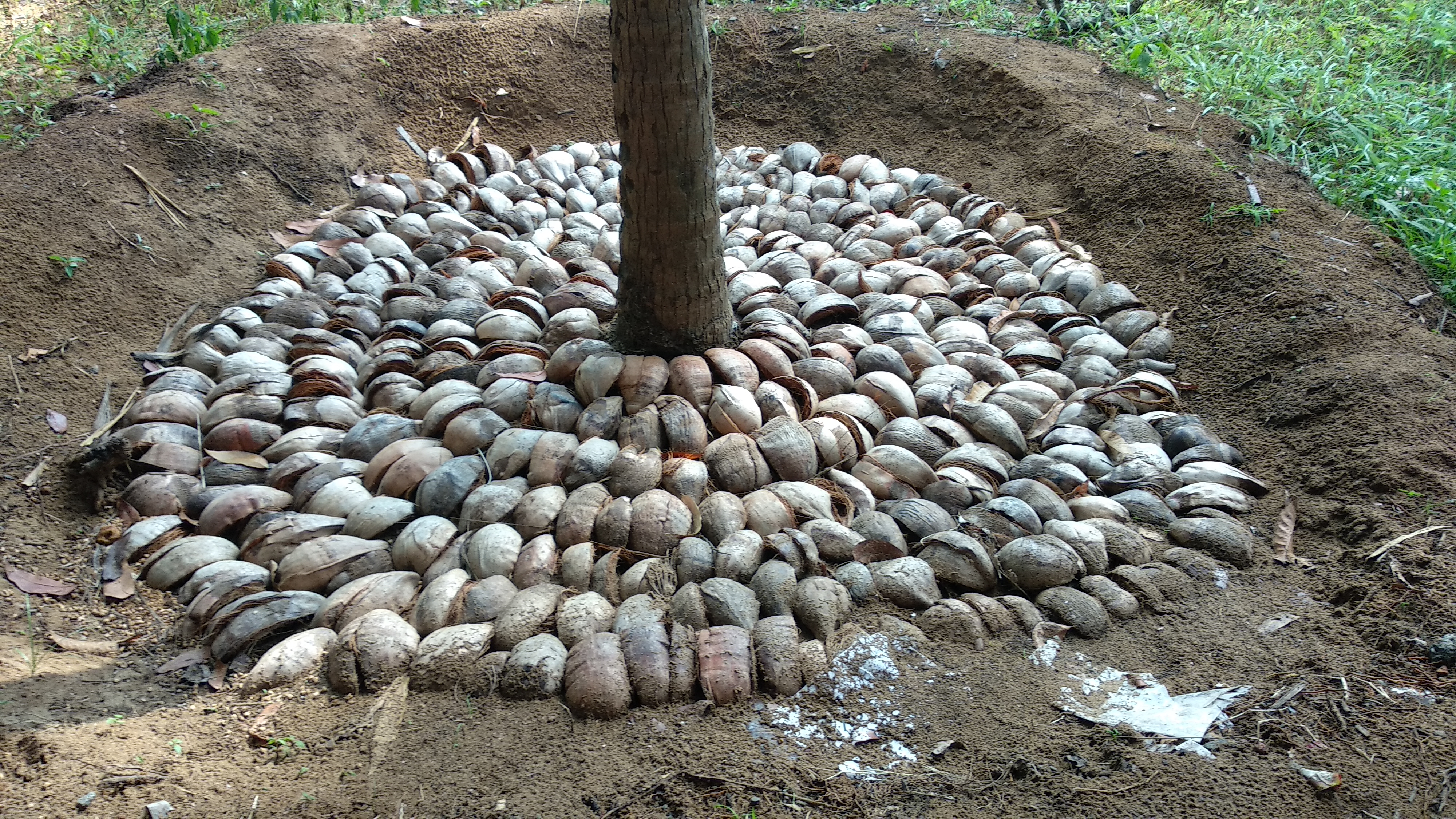
Jaç protector de coco

Els jaços protectors orgànics es deterioren amb el temps i són temporals. La manera en la qual un jaç protector orgànic es descompon i reacciona a la humitat causada per la pluja i la rosada afecta la seva utilitat. perquè els bacteris i fongs que descomponen els materials remouen el nitrogen del sòl pròxim per a créixer.
Els jaços protectors orgànics comunament disponibles inclouen: 

### Fulles
Les fulles dels arbres de fulla caduca, que deixen caure les seves fulles en la tardor, tendeixen a ser sec i bufa amb el vent, per la qual cosa solen ser picades o ratllades abans de l'aplicació. Com es descomponen s'adhereixen l'u a l'altre, també permeten que l'aigua i la humitat es filtri cap a la superfície del sòl.
Les capes gruixudes de fulles senceres, especialment d'aurons i roures, poden formar una catifa humida a l'hivern i primavera que pot impedir el creixement de nou gespa i altres plantes. Les fulles seques s'utilitzen com a cobertures d'hivern per a protegir a les plantes de congelació i descongelació en àrees amb hiverns freds, es retiren normalment durant la primavera.

### Retallades de gespa
Les retallades de gespa es recullen i s'usen a vegades en altres llocs com a jaç protector. Les retallades de gespa són densos i tendeixen a embullar-se a baix, així que es barregen amb les fulles de l'arbre o el compost brut per a fornir ventilació i facilitar la seva descomposició i sense putrefacció pudent.
La descomposició de retallades d'herba fresca pot danyar les plantes, la seva descomposició produeix sovint una acumulació perjudicial de calor atrapada. Les retallades de gespa solen assecar-se completament abans de l'aplicació, que mitjana enfront de la ràpida descomposició i generació de calor excessiva. Retallades de l'herba verda fresques són relativament alts en contingut de nitrats, i quan s'utilitza com a jaç protector, una gran part del nitrat es retorna a la terra, per això l'eliminació rutinària de l'herba tallada resulta en la deficiència de nitrogen per a la gespa.

### Molsa de torbera
La molsa de torbera o Sphagnum és de llarga durada i ve envasat, per la qual cosa és convenient i popular com a jaç protector. Quan s'humiteja i s'asseca, es pot formar una densa capa que no permet que l'aigua penetri. A vegades, es barreja amb agulles de pi per a produir un jaç protector més friable. També pot disminuir el pH de la superfície del sòl, per la qual cosa és útil com un jaç protector sota les plantes acidòfiles.

### Estelles de fusta
Les estelles de fusta són un subproducte de la poda d'arbres per arbolistas, serveis públics i parcs, s'utilitzen per a eliminar els residus voluminosos. Branques dels arbres i grans tiges són bastant gruixuda després d'astellat i tendeixen a ser utilitzats com a jaç protector amb almenys tres polzades de gruix.

### Estelles d'escorça
Estelles d'escorça, de diversos graus es produeixen a partir de la capa d'escorça de suro exterior d'arbres fusters. Les grandàries varien a partir de brins fins tires de grans blocs gruixuts.

### jaç protector de palla
El jaç protector de palla o fenc de camp són tiges de gramínia lleugers i normalment es venen en bales comprimides. Tenen un aspecte descurat i s'utilitzen en jardins vegetals i com a coberta d'hivern. És biodegradable i de pH neutre. Tenen una bona retenció de la humitat i propietats de control d'altres plantes.

### Cartó / diaris
El cartó o els diaris poden ser utilitzats com a jaç protector. Aquests s'utilitzen millor com una capa base sobre la qual es col·loca una capa vegetal més pesat tal com compost per a evitar que la capa de cartó/periòdic més lleuger sigui empès del vent. Mitjançant la incorporació d'una capa de cartó sobre el periòdic, la quantitat de cobertura més pesat es pot reduir, encara que mà d'obra addicional es gasta quan se sembra a través d'una capa vegetal que conté un cartó i una capa de periòdic perquè s'ha de tallar forats per a cada planta. Germen de la sembra a través de cobertures que contenen una capa de cartó / periòdic és poc pràctic. l'Aplicació de periòdic en temps ventós pot ser facilitada per amb un pre-remullo el periòdic en l'aigua per a augmentar el seu pes.

## Aplicació
S'aplica en general en el començament del la temporada de cultiu, i sovint es torna a aplicar quan sigui necessari. Serveix inicialment per a escalfar el sòl, ajudant a mantenir la calor que es perd durant la nit. Això permet la sembra primerenca i el trasplantament d'alguns cultius, i encoratja el creixement més ràpid. A mesura que avança l'estació, el jaç protector estabilitza la temperatura del sòl i la humitat, la llum solar no penetra i evita la germinació de llavors de males herbes.
En els horts familiars i les operacions agrícoles més petites, jaç protector orgànic es propaga normalment amb la mà al voltant de les plantes emergides. (En les parcel·les amb jaç protector existent, el jaç protector apartat del llit de sembra abans de la sembra, i restaurat després d'haver sorgit de les plántulas.)
Per a materials com la palla i fenc, una trituradora pot ser utilitzada per a tallar el material. L'adoba orgànic s'amuntega en general és molt alts, sis polzades (152 mm) o més, i s'instal·len durant la temporada.